# チャウタイン県 (ティエンザン省)
チャウタイン県（チャウタインけん、ベトナム語：Huyện Châu Thành / 縣週城?）は、ベトナム社会主義共和国ティエンザン省の県。面積は229.92km²、人口は263,691人（2019年）である。

## 行政区画
以下の1市鎮22社から構成される。
- タンヒエップ市鎮（Tân Hiệp / 新協）
- バンロン社（Bàn Long / 盤龍）
- ビンドゥク社（Bình Đức / 平德）
- ビンチュン社（Bình Trưng / 平徵）
- ディエムヒー社（Điềm Hy / 恬希）
- ドンホア社（Đông Hòa / 東和）
- ズオンディエム社（Dưỡng Điềm / 養恬）
- ヒューダオ社（Hữu Đạo / 有道）
- キムソン社（Kim Sơn / 金山）
- ロンアン社（Long An / 隆安）
- ロンディン社（Long Định / 隆定）
- ロンフン社（Long Hưng / 隆興）
- ニービン社（Nhị Bình / 二平）
- フーフォン社（Phú Phong / 富豐）
- ソントゥアン社（Song Thuận / 雙順）
- タムヒエップ社（Tam Hiệp / 三協）
- タンホイドン社（Tân Hội Đông / 新會東）
- タンフオン社（Tân Hương / 新香）
- タンリードン社（Tân Lý Đông / 新理東）
- タイリータイ社（Tân Lý Tây / 新理西）
- タンキューギア社（Thân Cửu Nghĩa / 伸九義）
- タインフー社（Thạnh Phú / 盛富）
- ヴィンキム社（Vĩnh Kim / 永金）